# Долганова Ірина Валеріївна
Ірина Валеріївна Долганова (13 серпня 1949, Миколаїв, УРСР) — радянська та російська актриса. Заслужена артистка Росії.
У 1971 році закінчила Саратовське театральне училище.
Прима Нижегородського ТЮГу, викладає акторську майстерність в декількох дитячих колективах і в Нижегородському держуніверситеті ім. Лобачевського. Відомий в місті захисник бездомних тварин.

## Вибіркова фільмографія
- А зорі тут тихі (1972)